# 召喚魔術

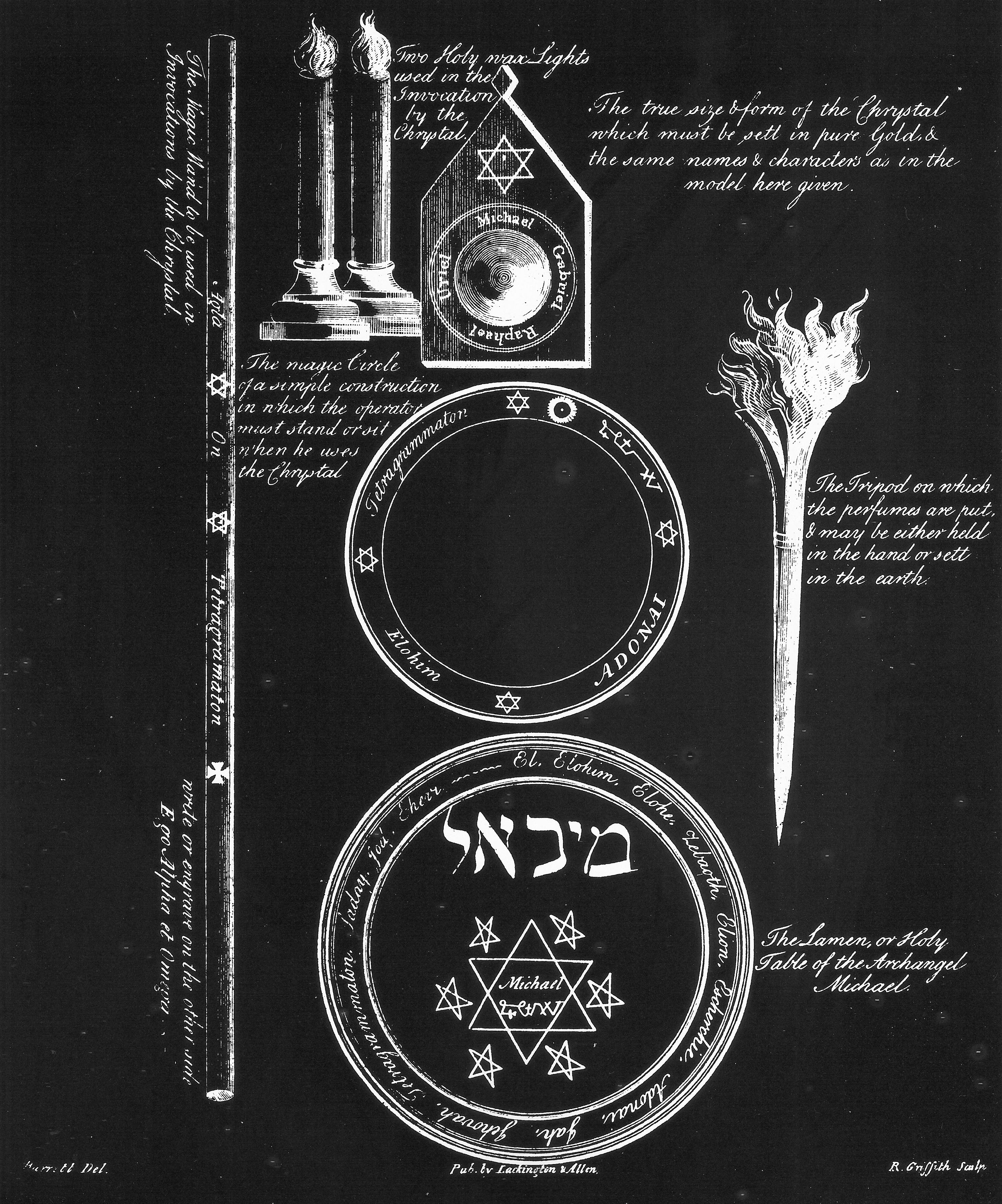
フランシス・バレット『秘術師』（1801年）の描く「水晶球による召喚」の道具立て
（図中央の上から）水晶球または魔法鏡、魔法円、胸に着ける円牌
（同左）魔法杖、蝋燭　（右）香を焚く三脚

召喚魔術（しょうかんまじゅつ）または召喚魔法（しょうかんまほう）は、何らかの存在を召喚する魔術（魔法）である。
「召喚」という言葉は、一般的な日本語では「（裁判所などが）特定の者に特定の場所へ出頭するよう命ずること」を意味し、英語の summons に相当する。現代日本のゲームやファンタジーでは魔物などを呼び出すことを「召喚」と表現することが多いが、朝松健によれば、これは1983年以降に定義された日本の西洋儀式魔術用語が一般化したものであるという。ただし、現代日本の儀式魔術用語としての「召喚」は、英語の invocation の訳語として定義づけられたものであり、専門的にはゲーム等での召喚とは異なる意義をもつ。
召喚魔術の類義語・同義語に降霊術、降神術がある。古くは昭和初期に、酒井潔が『降霊魔術』を著し、魔霊などを呼び出す東西の降霊術、降神術を紹介している。昭和30年代には澁澤龍彦が『黒魔術の手帖』の中で「降魔の術」という言葉を用いている。

## 日本語における召喚、招喚
一般的な日本語では、テレビゲームなど後述のサブカルチャーとしての用語として広まったためクリーチャー（想像上の生物など）を呼ぶことを意味する。国語辞典や法律の用語としての「召喚」という言葉は「指定の日時・場所へ出頭を命じる」ことなどを意味する（ゲーム用語を使った比喩や冗談ではない。）。また、間違って「召還」と書かれることがあるが、これは「派遣していた者を呼び戻す」意味なので、「呼び出す」の意味で用いるのは誤りである。「招喚」（まねきよばう）という漢語は、親鸞の『教行信証』に用例があり、浄土真宗でよく使われる言葉である。一般的な日本語では、召の字は「めす」（呼び寄せる、上から命じて呼ぶ）、招の字は「まねく」の意に用いられることが多い。
「勧請」（かんじょう、「勧め請う」「うながす」の意）という漢語は、「仏の教化を請い願う」といった意味の仏教語であるが、高僧を招請し迎えること、新たに神仏の霊を移して迎え祀ること、法要において仏尊が道場に来臨することを請願すること、といった用例もある。
現代日本のゲームやファンタジー小説では、召喚術を専門とする魔法使いを「召喚士」、「召喚師」などと呼ぶことがある。召喚術を行ったとされる古今東西の歴史上の人物を召喚師として紹介するサブカル系の書籍も存在する。

## 西洋オカルティズムにおける召喚魔術

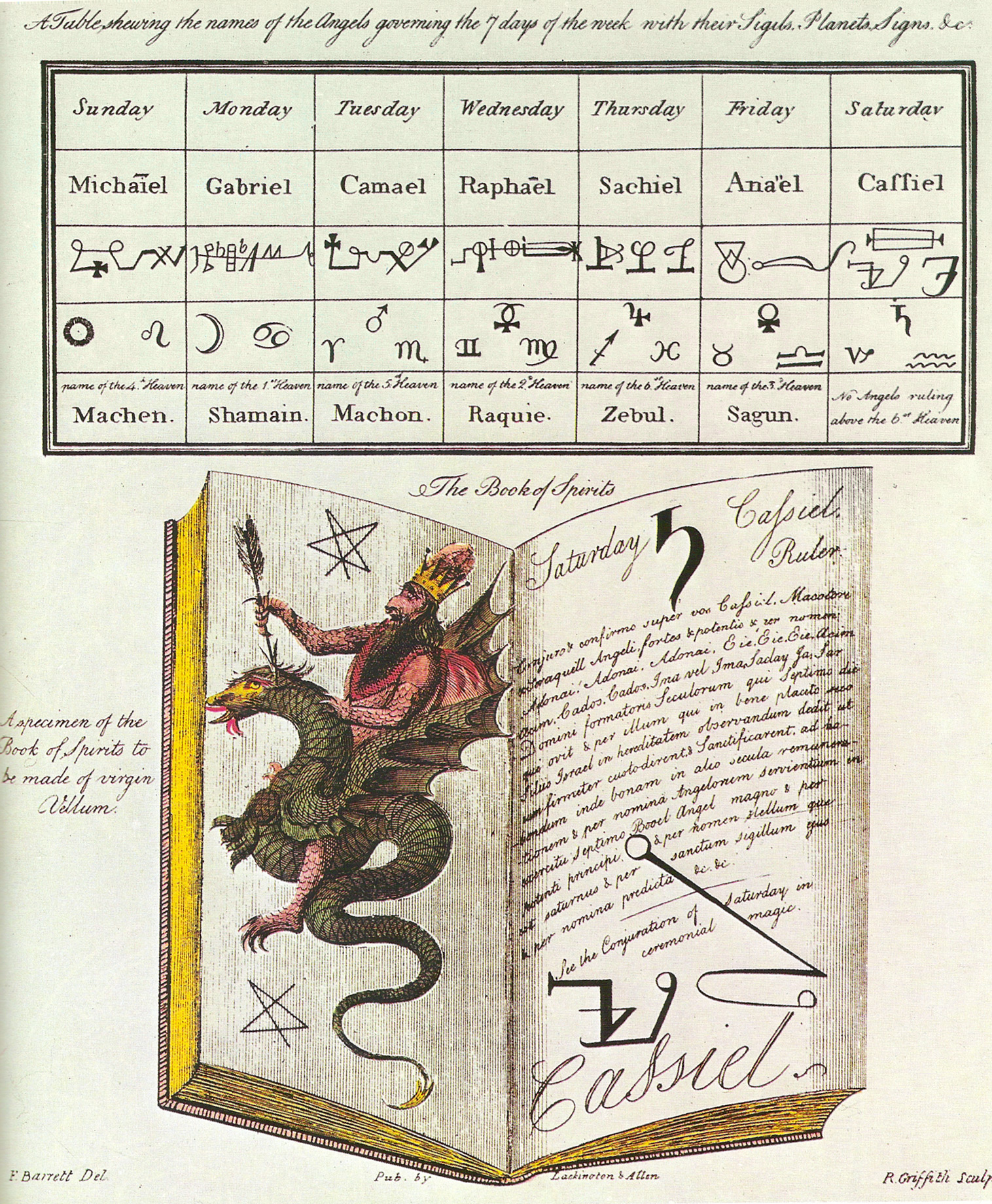
魔術師が羊皮紙に書き記す『精霊の書』の図
（フランシス・バレット）

主に一群の西洋の古いグリモワールや近代オカルティズムの体系において、天使、悪魔、元素霊など、種々の霊的存在（精霊）を呼び出す技法が知られている。それらの諸技法を召喚、召喚術、召喚魔術などと呼ぶことがある。場合によっては悪魔召喚ともいう。
黄金の夜明け団の系統の魔術体系では、召喚 (invocation) と喚起 (evocation) という、タイプの異なる二つの魔術作業がある。この二つは通俗的な書籍では「召喚魔術」と一括りにされることもあるが、本来は「儀式魔術」という括りの中の別々の技法である。しかしながら、日本においてこの用語法は、主として黄金の夜明け流儀式魔術やその派生であるアレイスター・クロウリー系の魔術において通用しているものであり、それ以外の分野では「召喚」の語のみ用いられることが多い。一般に流布している、召喚魔術、召喚術、悪魔召喚などの言葉とそのイメージは、英語でいうところの conjuration や summoning に当たり、どちらかと言えば、黄金の夜明け系魔術でいう喚起魔術に相当する。黄金の夜明け系魔術の専門家でも必ずしも厳密に使い分けておらず、一般向けに喚起のことを召喚と書いている例もみられる。このように、一般に流布している用語法と専門分野での用語法の間に齟齬と混乱が見られる。
- 特殊な場合を除き、上位の超越的存在（神、天使など）が召喚対象となり、比較的下位の存在（悪魔、精霊など）が喚起対象となる。存在の上位・下位の基準は、黄金の夜明け団などによって確立したヘルメス的カバラに基づく階層宇宙論によって設定されている。
- この際、術者の心身を守るため魔法円を床に描くことがある。
- なお、この召喚という言葉は、1980年代、国書刊行会の『世界魔法大全』の編集過程で朝松健らによって訳語にあてられたものという。

### 古典的な儀式魔術における召喚

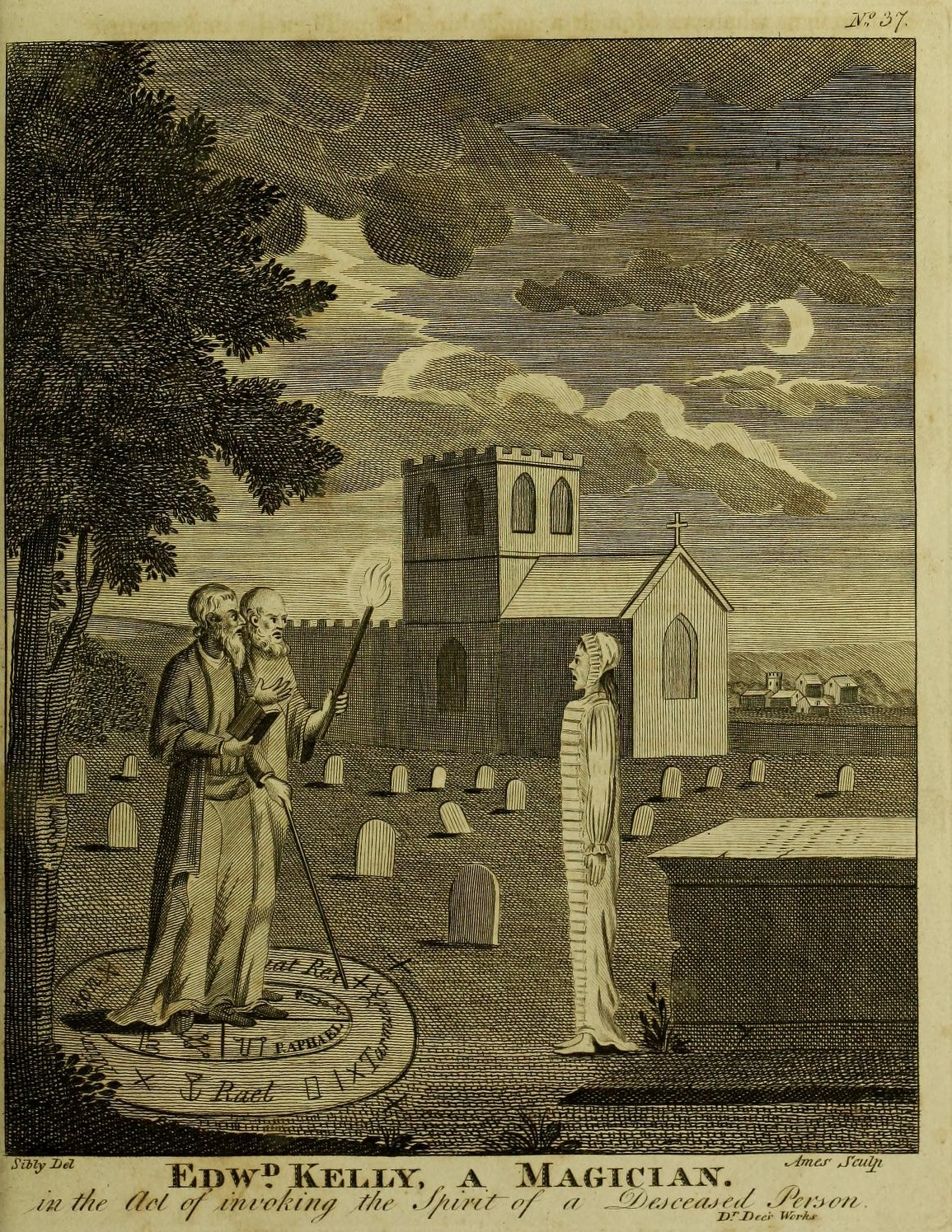
エドワード・ケリー、死者の霊を召喚するの図
（18世紀の占星術師エベニーザー・シブリーによる）

グリモワールに記された降霊術においては、黄金の夜明け団以降の儀式魔術とは異なり、召喚と喚起の区別はない。対象が悪霊であるか天使であるかを問わず、evocation ではなく invocation の語が用いられることが多い。
中世後期には、降霊術は一般にネクロマンシー (necromantia) またはニグロマンシー (nigromantia)と呼ばれた。ネクロマンシーの原義は「死者（ネクロイ）を介した予言（マンテイア）」であり、「口寄せ」と和訳されることもある。中世の著述家らは、死者が復活するなどあり得ず、ネクロマンシーに現れるのは亡者のふりをしたデーモンであろうと考えた。中世宗教史の研究者リチャード・キークヘファーによれば、その延長で、悪霊を呼び出すこと全般をネクロマンシーと呼ぶようになったという。ニグロマンシーはラテン語の niger（黒）に引きずられた呼称で、しばしば黒魔術と和訳されるが、中世ではネクロマンシーの同義語として区別なく用いられた。
降霊術において悪霊に命令することを英語で conjuration、adjuration といい、いずれも悪魔払いの意味でも用いられる言葉である。ラテン語の動詞 conjuro、adjuro、exorcizo は対象の霊に対して強請（強制・懇請）するという同様の意味をもっていた。exorcizo は元は七十人訳聖書や新約聖書に用例がある「厳命する、誓わせる」といった意味のギリシア語に由来するラテン語であり、聖職者が行う悪魔払い（エクソシズム）においては「（悪霊を）厳命によって追い払う」という意味で用いられる。リチャード・キークヘファーは、降霊術の悪霊強制の呪文と祓魔式の文句を比較検討し、中世の用法では、悪霊を呼び出すか追い払うかという意図の違いを問わず、ラテン語の conjuratio と exorcismus は互換性のある用語であった、と論じている。また、14世紀以降の祓魔式では、祓魔師が悪魔に害されぬよう、憑かれた人を輪の中に横たえることが行われたことから、降霊術の魔法円にも祓魔式の応用という面があると指摘されており、「祓魔式で悪魔を命令によって追い払うことができるのなら、呼び出して命令することもできる」という発想は民衆の間に広まっていた、とする論者もいる。かつて下位の聖職階級のひとつに祓魔師があり、これに叙階されたことのある者が実際に祓魔を行う機会があるとは限らなかったが、中には道を外れて悪魔を呼び出そうとする者もいたとみられる。中世後期には、定職にあぶれ、教会の統率を受けず、降霊術などに手を染めかねない周縁的聖職者層が存在し、キークヘファーの言う“聖職者の地下世界” (clerical underworld) が形成されていた。降霊術を行った廉で告発された者の中には時として俗人や女性もいたが、聖職者が多かった。

### 近代魔術における召喚と喚起
召喚 (invocation) と喚起 (evocation) は英語圏でも往々にして混同されるが、黄金の夜明け団の系譜を引く魔術体系ではある程度明確に区別される技法となっている。invoke の語源は「呼びかける」を意味するラテン語の invoco であり、「祈る」という意味も含む。evoke の語源は、「呼び出す」を意味するラテン語の evoco である。これに応じて、召喚と喚起には以下のような方向性の違いがある。
- 召喚では霊的存在に呼びかけ、その来臨を請う。喚起では霊的存在に命令して呼びつける。
- 召喚では霊的存在は魔術師の内側に呼び入れられ、喚起では霊的存在は魔術師の外側に呼び出される。
- 召喚では通常、神々や天使など、ヒエラルキーにおいて上位の存在が対象となり、喚起では四大元素の精霊や悪魔など、ヒエラルキーにおいて人間と同格かそれより下位の存在が対象となるのが普通である[注 10]。

アレイスター・クロウリーは次のように定義している。

「喚起」が前方または外へ「呼び出す」ことであるのに対し、「召喚」は「呼び入れる」ことである。これが魔術のふたつの部門の本質的な差である。召喚においては大宇宙が意識に満ちあふれる。喚起においては、大宇宙となった魔術師が小宇宙を創造する。諸君は神を円環の中へ「召喚」し、霊を三角形の中へ「喚起」するのである。

なお、この召喚と喚起という言葉は、国書刊行会の翻訳魔術書を編集した朝松健と翻訳者らの会議で訳語として定められたものという。召喚 (invocation) と降霊 (evocation) という訳例もある。

### 召喚魔術
召喚魔術 (invocatory magic) は、神格に請願し、その力を自らの内に呼び降ろし、そして一時的に自分が神の乗り物と化すことを図る魔術作業である。要するに、自分が神と一体化する、もしくは自身に神を憑依させる技法である。アレイスター・クロウリーは、その方法を「祈りながら汝自身を燃え上がらせよ」「頻繁に召喚せよ」の二語に要約している。聖守護天使の召喚は魔術師が目標とするもののひとつである。
魔術の学院I∴O∴S∴の主催者・学習主任の秋端勉は、召喚には請願召喚と憑依召喚の二種類の方法があると指摘している。憑依召喚は、アレイスター・クロウリーが定義するように、術者と召喚対象が融合する召喚作業であり、杯の業ともいう。これに対し、請願召喚は術者と召喚対象が分離したまま行われる召喚である。

### 喚起魔術

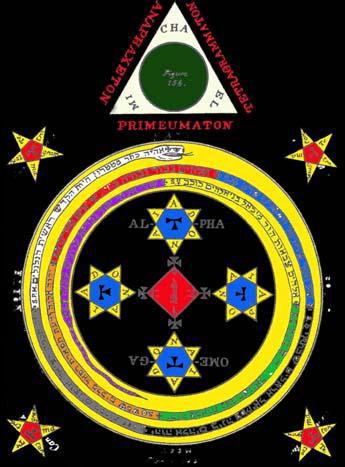
ゴエティアの魔法円と三角形

喚起魔術 (evocative magic, magical evocation) は、霊に対して、魔術師の外部の特定の領域に現れるよう命令し、現れた霊を魔術師の目的のために働かせる魔術作業である。召喚を杯の業というのに対し、喚起を剣の業という。「人工精霊 (artificial elemental) の創造」はこの変種と言える。
近世のグリモワール『ゴエティア』に基づく魔術作業は、典型的な喚起魔術である。魔術師は地に描いた魔法円の中に身を置き、円外に配置された魔法三角の中にデーモンを呼び出す。呼び出された霊はユダヤ・キリスト教の神の威光を借りた魔術師の命令に服する。
刊行されている『ゴエティア』に付された図版では、三角形の中に円が描かれているが、これは魔法鏡であるとも解釈されており、魔法鏡をスクライングの窓として用いるのは、よくある方法である。魔法円は魔術師を防護するためのものだが、物理的に描く必要はなく、十分に習熟した追儺儀式で事足れりとする意見もある。伝承では香の煙や動物の血などによって呼び出した霊を物質化させ目に見えるようにすることができるとされる。現代ではこのようなことは不要であり、霊の出現の徴としては幻視や雰囲気の変化で十分とも言われている。